# Palais Montemartini
Le palais Montemartini est un hôtel 5 étoiles de Rome.

## Histoire
Construit en 1881, le palais a été pendant de nombreuses années le siège de la Société romaine de tramways omnibus (SRTO) et de la Société de Transports de la Ville de Rome (ATAC), avant le transfert de son siège social via Prenestina. 
Le bâtiment possède une “salle des colonnes” d'une valeur architecturale, qui était utilisée comme salle de représentations et de cérémonies par ATAC. Elle a été transformée par la suite en salle de réception.
Après une restauration qui a eu lieu dans la première moitié des années 1900, le palais a été utilisé comme hôtel.
Depuis juin 2018 l'hôtel, avec 82 chambres, fait partie de la collection des Hôtels Radisson.
L'hôtel est situé à proximité des thermes de Dioclétien et de la gare de Termini.